# پارک ایالتی هنری کاول ردوودز
پارک ایالتی هنری کاول ردوودز (Henry Cowell Redwoods State Park)، یک پارک ایالتی کالیفرنیا در ایالات متحده است که اساساً متشکل از جنگل و مناطق رودکناری در جلگه دریای سان لورینزو بوده و شامل یک درختستان سرخ‌چوب‌های ساحلی طبیعی می‌باشد. این پارک در شهرستان سانتا کروز و به‌طور دقیق‌تر میان شهرهای سانتا کروز و اسکاتس ولی، در نزدیکی منطقه مسکونی فلتون و دانشگاه کالیفرنیا در سانتا کروز، واقع شده‌است. این پارک همچنین یک کشیدگی به سوی منطقه فال کریک در شمال فلتون دارد که مناطق همجوار خود را شامل نمی‌شود. این پارک که ۴٬۶۲۳ اکر (۱٬۸۷۱ هکتار) مساحت دارد، در ۱۹۵۴ میلادی تأسیس گردید.

## جغرافیا
قسمت اساسی پارک حدود ۱٬۷۵۰ اکر (۷٫۱ کیلومتر مربع) را پوشش داده و قسمت مجزای فال کریک (با فال کریک که در قسمت شمال دورتر شهرستان سن ماتئو موقعیت دارد، اشتباه نشود) این پارک منطقه‌ای اضافه با مساحت حدود ۲۳۹۰ اکر (۹٫۷ کیلومتر مربع) را دربر می‌گیرد. این پارک در انتهای جنوبی ناحیه بوم‌شناختی جنگل ساحلی کالیفرنیای شمالی واقع شده‌است. در تنگه‌های هموار این منطقه جمعیتی بی‌شماری از درختان سکویای همیشه‌سبز، صنوبر دوگلاس ساحبی، برگ بو کالیفرنیا بی، بلوط مازوپوست، فندق نوک‌دار و افرای درشت‌برگ و تعداد بی‌شماری از سایر گونه‌های بومی زندگی می‌کنند.
در قسمت فراشیبی جنگل سرخ‌چوب، گونه‌های از درختان انتقالی چون توت فرنگی درختی ساحلی و کاج زرد که رشد آن در این چنین ارتفاع پایین نادر است، یافت می‌گردند. برخی از بلندترین و خشک‌ترین شیب‌های ستیع این پارک، علاوه بر ریگ‌پشته‌های بی‌نظری و کمیاب سانتا کروز، جوامع بسیار غیرمعمول چاپارال (بیشه‌زارهای کالیفرنیا) که معروف به «جنگل‌های کوتوله» (جنگل‌های ایلفین) است نیز در خود می‌پروراند. درختستان طبیعی سرخ‌چوب که اندازه آن حدود ۴۰ اکر (۱۶ هکتار) است، به‌طور کامل در قسمت اصلی این پارک واقع شده و توسط گونه‌های مختلف سرخس و به‌طور وافر گیاه ترشک (redwood sorrel) احاطه شده‌است. مناطق اطراف، از جمله منطقه ناهمجوار فال کریک، به‌طور گسترده‌ای در اواسط تا اواخر دهه ۱۸۰۰ میلادی درخت‌بری گردید تا از آن به عنوان تخته و انرژی برای تعدادی زیادی از کوره‌های پخت آهک که در این منطقه فعالیت داشتند، مانند کوره‌ای که در نزدیکی کاول لایم ورکس حفظ شده‌است، استفاده گردد. فعالیت‌های درخت‌بری بیشتر در دهه ۱۹۲۰ توقف داده شد و سرخ‌چوب‌های نسل دوم حالا حدود چند فوت قطر دارند.

## ویژگی‌ها

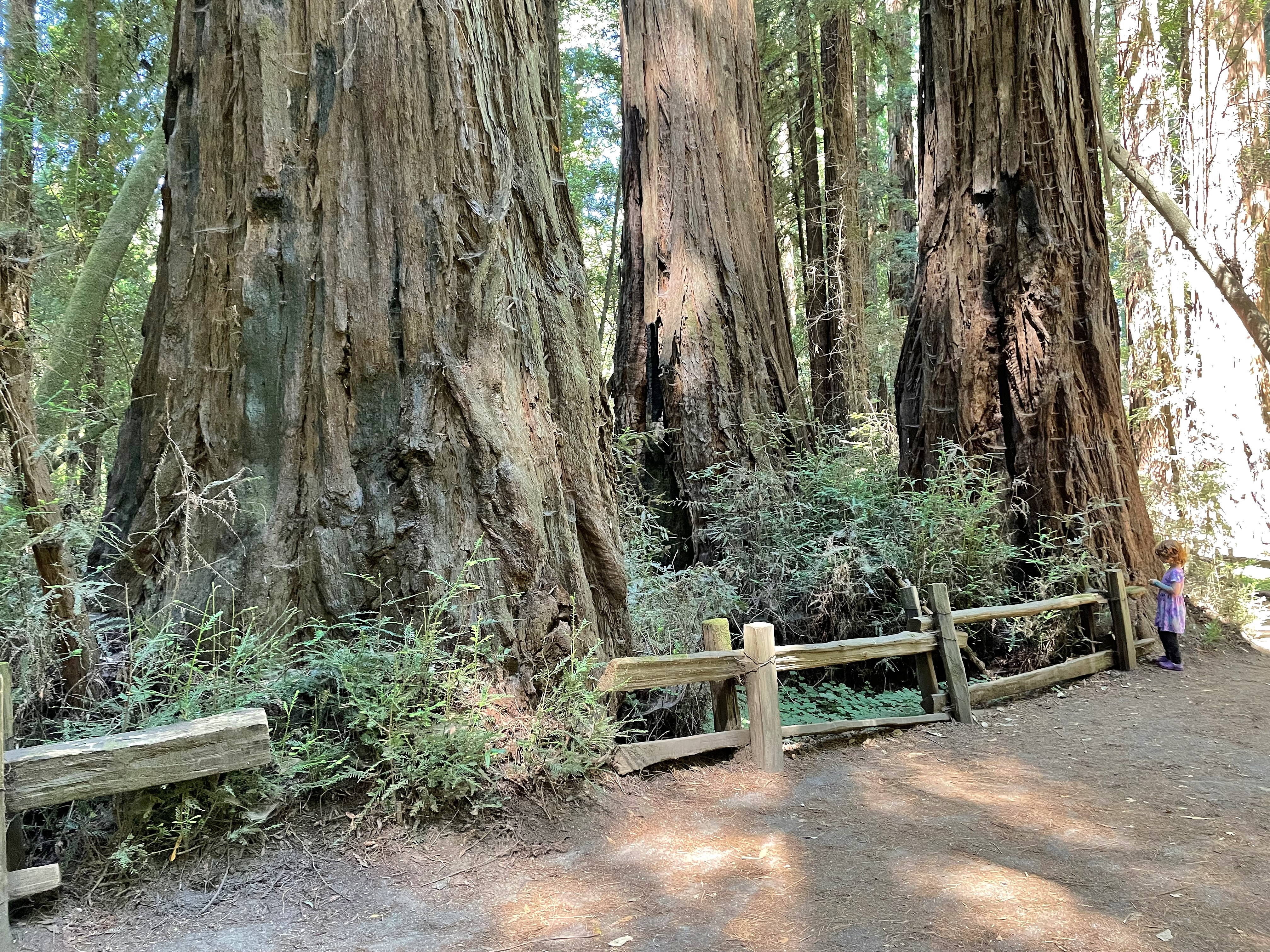
پارک ایالتی هنری کاول ردوودز

هر دو قسمت پارک چیزهای زیادی برای پیشکش به خانواده‌های که در تعطیلات یا مشتاقان طبیعت هستند، دارد. پیاده‌گردی، ماهی‌گیری (بستگی به فصل دارد)، کمپینگ فصلی (شامل RV)، پرنده‌نگری، چند موقعیت مناسب برای سگ و اسب و جاده‌های دوچرخه سواری در کوهستان و خریداری از مغازه طبیعی مانتین پارکس در انتظار بازدیدکنندگان است. در نزدیکی مکان پارکینگ اصلی، خط آهن تفریحی رورینگ کامپ اند بیگ تریز نارو گاج موقعیت دارد.

### محوطه اصلی پارک
در این پارک بیش از ۱۵ مایل (۲۴ کیلومتر) مسیر پیاده‌گردی وجود دارد که بعضی آن‌ها به ساحل‌های ریگی کوچک و دورافتاده در دریای سان لورینزو منتهی شده و برخی دیگر منظره‌های بلندی از کوه‌های سانتو کروز ارایه نموده و بلندترین قله آن در مانتیری بی‌قرار دارد.
این پارک یک مرکز بازدید مدرن‌تر نیز دارد که در تمامی فصل‌های سال بروی مردم باز بوده و کارمندان اداره پارک‌های کالیفرنیا و داوطلبان راهنما در آن مشغول کار اند. افزون بر آن، فروشگاه طبیعی مانتن پراکس در اکثر اوقات کاری پارک باز می‌باشد و همچنین یک راه مستقیم از محل پارکینگ وسایط به خط آهن سیاحتی رورینگ کمپ و بیگ تریز ریلرود وجود دارد.
درختستان سرخ‌چوب شامل سرخ‌چوب‌های قدیمی و «بکر» است که قدمت آن‌ها به حدوداً ۱۴۰۰ تا ۱۸۰۰ سال قبل برگشته و دارای حدود ۳۰۰ فوت (۹۱ متر) ارتفاع و بیش از ۱۶ فوت (۴٫۹ متر) قطر هستند. در این درختستان که افراد محلی آن را «حلقه» می‌گویند، اغلب راهنما وجود نداشته و شخص به تنهایی به قدم زدن می‌پردازد – هرچند در بیشتر آخرهفته‌های تابستان و برخی اوقات دیگر در جریان سال، راهنماها که شامل داوطلبان یا کارکنان پارک هستند برای راهنمایی در دسترس می‌باشند. ویژگی‌های این حلقه شامل سرخ‌چوب‌های طبیعی است، از جمله یک سرخ‌چوب که در بیخ آن درخت مثل زال رشد کرده‌است و یکی دیگر درخت جان سی. فریمونت است (درختی که درون آن توسط آتش خالی شده‌است و باری به عنوان مکان ماه‌عسل از آن استفاده گردیده‌است). در نزدیکی کوشک ورودی اصلی پارک، هر سه نوعِ شناخته‌شده سرخ‌چوب، سکویای همیشه‌سبز، درخت سکویا و سرخ‌چوب سپیده‌دم (دو درخت آخری بومی این منطقه نیستند) در کنار یکدیگر کاشته شده‌اند تا مکان بی‌نظری برای مقایسه و تفکیک خانواده این درختان فراهم نماید.
این پارک محیط مناسبی را برای مطالعه انواع مختلف زیستگاه‌ها فراهم می‌کند. زیستگاه‌های این پارک که اغلب با چند صد فوت به پیشرو یا عقب تغییر می‌کند، شامل زیستگاه‌های کناردریا، اجتماع ریگ پشته، همیشه‌سبز مختلط و جنگل سرخ‌چوب می‌باشد. ماهی‌گیران [با قلاب] به دنبال گرفتن ماهی قزل آلای و سالمون در جریان زمستان می‌گردند. در این پارک همچنین یک مکان برای پیک‌نیک وجود دارد که منظره دریای سان لورینزو از آن به‌خوبی معلوم می‌شود.
علاوه بر جاده‌های که به این پارک منتهی می‌گردد، از خطوط آهن سانتاکوز، بیگ تریز و پاسیفیک ریلویز نیز می‌توان برای رفتن به این پارک استفاده کرد. مکان‌های کمپینگ چادر و RV بدون قلاب تنها چند مایل دروتر از ورودی اصلی پارک در دسترس است.

### باغ ادن
باغ ادن یک مکان شنای معروف در دریای سان لورینزو در درون پارک ایالتی هنری کاول ردوودز است.
باغ ادن از طریق اوکس فایر رود، شاهراه ۹ قابل دسترس بوده و دارای یک پارکینگ وسایط است که ۰٫۷۵ مایل در جنوب ورودی اصلی پارک واقع شده‌است. این مسیر مستلزم ۱٫۵ مایل پیاده‌گردی، رفت و برگشت و تغییر ارتفاع از سطح دریا به اندازه ۲۰۰ فوت است.
عمق آب در باغ ادن به اندازهٔ کافی نیست تا سخره‌های بزرگ و نوک تیز که در زیر حوض قرار دارند را پوشش دهد، از این‌رو شیرجه رفتن در این حوض مجاز نمی‌باشد. به همین‌گونه، مشروبات الکلی، سگ‌ها، آتش و ظروف شیشه‌ای نیز در این ناحیه ممنوع می‌باشد.

### کشیدگی فال کریک یونیت
کشیدگی شمالی پارک ایالتی هنری کاول که به‌نام فال کریک یونیت یاد می‌گردد، دارای بیش از ۲۰ مایل (۳۰ کیلومتر) مسیر پیاده‌گردی بوده و بیشتر این مسیر در امتداد نهرهای واقع شده‌است که در طول سال جاری بوده و در جریان فصل‌های باران (نوامبر تا مارس) آب‌شارهای کوچک و زیبا را شکل می‌دهند. یک میدان بازی دیسک-گلف دارای ۱۸-سوراخ به‌نام میدان بازی بلاک هاوس، نیز در فال کریک وجود دارد که توسط یک مدرسه محلی (نیچر آکادمی) مدیریت می‌گردد. در امتداد فال کریک، خرابه‌های کارخانه‌های تولید آهک قرن نوزدهم، از جمله یک معدن استخراج سنگ و یک کوره پخت آهک است که توسط شرکت I.X.L لایم در ۱۸۷۴ میلادی تأسیس شده‌است. این کارخانه‌های آهک بعدها توسط کارخانه‌دار هنری کاول خریداری گردید.
فال کریک در شهرستان سانتا کوز از نزدیکی جاده امپایر گرید رود آغاز می‌گردد و ۴ – ۵ مایل به‌سوی جنوب و بعد به جنوب شرق امتداد می‌یابد تا این‌که به دریای سان لورینزو در شرق شاهراه ۹ می‌رسد.
سگ و دوچرخه در فال کریک یونت مجاز نمی‌باشد.

## تاریخچه
در جریان دهه‌های ۱۸۳۰ و ۱۸۴۰ میلادی، زمانی که کالیفرنیا هنوز بخشی از مکزیک بود، قطعات بزرگ زمین اعطایی ایجاد شد که معروف به «رانچو» (rancho) است. زمینی که حالا مربوط به پارک ایالتی است، زمانی بخشی از سه رانچوی متفاوت بود. رانچو Cañada del Rincon en el Rio San Lorenzo، رانچو Zayante و رانچو Carbonera. تا ۱۸۶۵ میلادی، بیشتر زمین‌های رانچوهای سابقه به قطعات کوچکتر زمین تقسیم گردیده بودند. کارخانه‌دار هنری کاول ۶٬۵۰۰ اکر (۲۶ کیلومتر مربع) زمین از رانچو Cañada del Rincon en el Rio San Lorenzo را که شامل ۱٬۶۰۰ اکر (۶ کیلومتر مربع) جنگل نیز می‌شد، در ۱۸۶۵ برای فعالیت‌های استخراج سنگ و کوره پخت آهک خود که در مجاورت این منطقه مستقر بود، خریداری نمود. تعداد قابل ملاحظه ساختمان‌های سان‌فرانسیسکو با استفاده از محصولات سرخ‌چوب و سنگ آهک همین منطقه ساخته شده بودند. در دهه ۱۹۲۰ میلادی، مالکان یک مکان استراحتگاه بزرگ که در مجاورت شرکت هنری کول قرار داشت از شهرستان سانتا کروز حمایت نمودند تا زمین‌های ناب سرخ‌چوب خود را خریداری و حفظ نمایند، اقدامی که در نهایت با حمایت و کار بسیار گسترده معاون فرماندار کالیفرنیا، جناب ویلیام جیتر در ۱۹۳۰ میلادی تأیید شد. در نهایت، انسان‌دوست ساموئیل کاول ۹۰ ساله که آخرین فرد از خانواده کاول بود (همچنین اعطاء کننده سالن کاول در دانشگاه سان‌فرانسیسکو)، مابقی زمینی که بعداً پارک ایالتی نامیده شد را اهدا کرد، اما تنها تحت یک شرط که شهرستان سانتا کروز نیز بخشی از زمینی که متعلق به این شهرستان است (بیگ تریز پارک) را به ایالت بخشش نماید تا تمامی آن همراه مدیریت گردد.